# جامعة لفيف للتجارة والاقتصاد
جامعة لفيف للتجارة والاقتصاد مؤسسة تعليم عالي أوكرانية، (بالأوكرانية: Львівський торговельно-економічний університет) هي جامعة تقع في لفيف أوبلاست، أوكرانيا. تأسست هذه الجامعة في سنة 1816